# بادمجانی

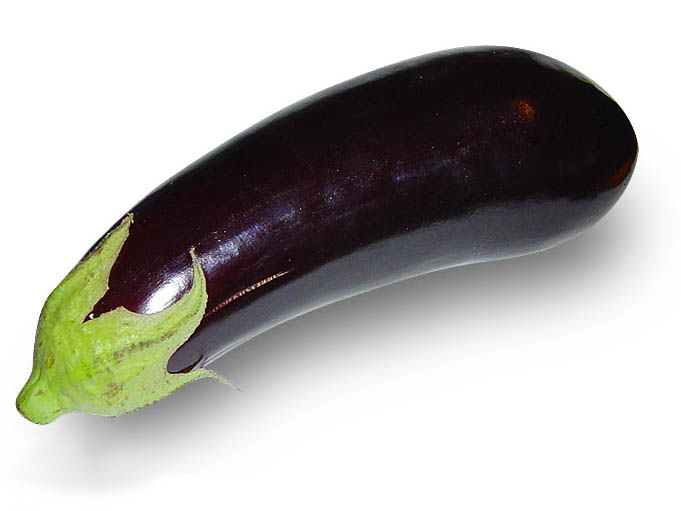
یک بادمجان اروپایی

بادمجانی (Aubergine یا Eggplant) یک رنگ بنفش یا بنفش مایل به قهوه‌ای است که شبیه رنگ پوست بیرونی بادمجان اروپایی است. (کلمه انگلیسی فرانسوی، آلمانی و انگلیسی برای بادمجان) است.
نخستین استفاده ثبت‌شده از بادمجانی به عنوان نام یک رنگ در انگلیسی در سال ۱۹۱۵ بود.